# A Cry for Help
A Cry for Help er en amerikansk stumfilm fra 1912 af D. W. Griffith.

## Medvirkende
- Lionel Barrymore
- Lillian Gish
- Walter Miller
- Harry Carey
- Claire McDowell